# Ludwig Hassenpflug
Hans Daniel Ludwig Friedrich Hassenpflug (* 26. Februar 1794 in Hanau; † 10. Oktober 1862 in Marburg) war ein deutscher Jurist und Politiker im Kurfürstentum Hessen.
Ludwig Hassenpflug verband eine antirevolutionär-legitimistische Haltung mit einer stark mystisch-pietistischen Religiosität und einer romantisch-organischen Staats- und Rechtsauffassung. Er bekämpfte den Liberalismus als Weltanschauung und trat für einen monarchisch-absolutistisch geprägten Staat ein.

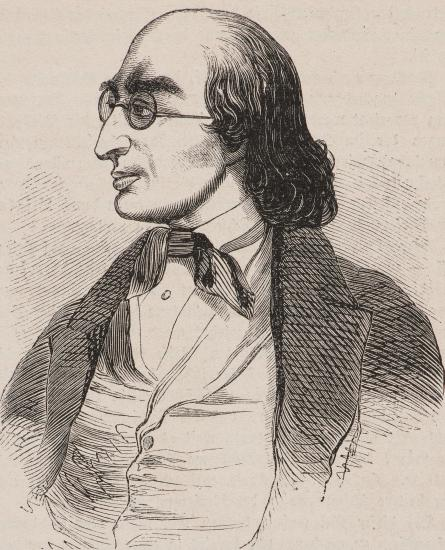
Daniel Ludwig Friedrich Hassenpflug, 1850

## Jugend

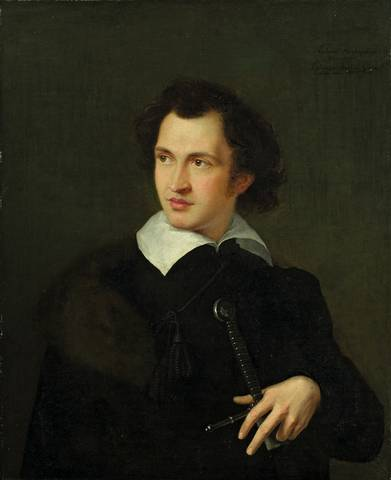
Ludwig Hassenpflug auf einem Gemälde Ludwig Emil Grimms, 1818

Ludwig Hassenpflug wurde 1794 als einziger Sohn von fünf Kindern des Johannes Hassenpflug in Hanau und der Marie Magdalena Dresen (* 28. September 1768 in Hanau; † 19. Dezember 1840 in Kassel) aus einer in Hanau ansässigen hugenottischen, großbürgerlichen Emigrantenfamilie geboren. Er hatte vier Schwestern Marie, Maria Susanna, Johanna und Amalie (1800–1871). Diese jüngste Schwester von Ludwig Hassenpflug, war eine enge Freundin von Annette von Droste-Hülshoff.
Hassenpflug besuchte das Lyceum in Kassel und 1811/12 die Klosterschule Ilfeld. Ab 1812 studierte er Rechtswissenschaft an der Georg-August-Universität Göttingen und wurde Mitglied des Corps Hassia Göttingen. 1815 wurde er Mitglied der burschenschaftlichen Verbindung Teutonia Göttingen. Nachdem die Teilnahme an den Befreiungskriegen 1813/14 das Studium unterbrochen hatte, beendete er es 1816 mit dem Examen. Im selben Jahr trat er als Assessor bei der Regierung in Kassel in den Staatsdienst des Kurfürstentums Hessen. Nach dem Regentenwechsel 1821 wurde er Assessor am Kasseler Oberappellationsgericht im Range eines Obergerichtsrats; aber seine Karriere kam während der Regierungszeit von Kurfürst Wilhelm II. nicht recht voran, weil er der Opposition des Schönfelder Kreises um die Kurfürstin Auguste angehörte.

## Politik
Das politische Weltbild von Ludwig Hassenpflug war durch den konservativen Juristen Friedrich Julius Stahl geprägt, der das Monarchische Prinzip in den Mittelpunkt seiner Staatsphilosophie stellte. Dabei verstand er den Monarchen als eine Institution, nicht als den konkreten Amtsinhaber. Dies bildete auch eine wesentliche Differenz zwischen Hassenpflug und dem hessischen Kurfürsten während seiner beiden Amtszeiten als Minister. Alle Versuche Hassenpflugs, den Kurfürsten dazu zu bringen, seine Rolle im Staat entsprechend auszufüllen, scheiterten. Eine zweite wesentliche Differenz zwischen beiden bestand in ihrem Glaubensverständnis: Während Hassenpflug sich einer romantisch-mystizistischen, dem Wortlaut der Bibel anhängenden Glaubensauffassung zuwandte und diese auch gegenüber der Stellung des Kurfürsten als Oberhaupt der Landeskirche für vorrangig hielt, war der Kurprinz und spätere Kurfürst Friedrich Wilhelm von Hessen-Kassel – zumindest in seiner religiösen Auffassung – von der Aufklärung geprägt und kirchenpolitisch keinesfalls bereit, aufgrund irgendwelcher theologischer Argumentationen von seiner landesherrlichen Stellung gegenüber der Kirche etwas aufzugeben. Dieser Konflikt gipfelte unter anderem in dem Vorwurf des Regierungschefs gegenüber dem Landesherrn, dass dessen Ehe mit Gertrude Lehmann Bigamie sei, weil diese bereits verheiratet gewesen und für die Ehe mit dem Kurprinzen erst geschieden worden sei.

### Erste Ministerzeit in Kurhessen
Erst der politische Umbruch 1830/31 und die Übernahme der Regierung durch den Kurprinz-Mitregenten Friedrich Wilhelm im September 1831 brachte Hassenpflug beruflich voran, denn der Kurprinz und Hassenpflug kannten sich über den Schönfelder Kreis um die Mutter des Kurprinzen, Auguste. Friedrich Wilhelm berief Hassenpflug im Mai 1832 zum Innen- und Justizminister mit dem Ziel, die relativ progressive Kurhessische Verfassung von 1831 auszuhebeln. Hassenpflug nahm damit – ohne offiziell einen entsprechenden Titel zu erhalten – de facto die Stellung eines Ministerpräsidenten ein.
Hassenpflug ließ es in der Folgezeit zu heftigen politischen Auseinandersetzungen mit der mehrheitlich liberal eingestellten kurhessischen Ständeversammlung kommen. Dabei überstand er vier Ministeranklagen. Nach persönlichem wie politischem Zwist mit dem Landesherrn trat er 1837 zurück, obwohl er vom Regenten gebeten worden war, das Justizministerium weiter zu führen. Hassenpflug hoffte auf eine Anstellung in Preußen, die aber zunächst ausblieb.

### Zwischenstationen
Ohne eine Beschäftigung in Preußen musste Hassenpflug mit Führungsfunktionen in deutschen Kleinststaaten vorliebnehmen, zunächst als Geheimer Konferenzrat im Fürstentum Hohenzollern-Sigmaringen (1838/39). Das entsprach dem dortigen Regierungschef. Als er dort nach kurzer Zeit wieder ging, wurde – wohl unter seiner Vermittlung – der Hanauer Staatsanwalt Wilhelm Schenck zu Schweinsberg sein Nachfolger.
Hassenpflug wurde 1839–1840 Chef der Zivilverwaltung des Großherzogtums Luxemburg, das damals in Personalunion mit dem Königreich der Niederlande verbunden war. Die Stellung von Hasenpflug entsprach in etwa der eines preußischen Oberpräsidenten.
Erst 1840, als in Preußen König Friedrich Wilhelm IV. den Thron bestiegen hatte, konnte Hassenpflug in preußische Dienste treten. Vermutlich über Joseph von Radowitz, Berater des Königs und ehemaliger Offizier der kurhessischen Artillerie, mit dem Hassenpflug befreundet war, erhielt er die begehrte Anstellung und wurde Obertribunalrat in Berlin und 1846 Präsident des Oberappellationsgerichts in Greifswald. Dort verwickelte er sich über die Renovierung seiner Dienstwohnung in mehrere Verfahren über Urkundenfälschung und Veruntreuung von Staatsgeldern. Im September 1850 wurde er deshalb – inzwischen Regierungschef in Kurhessen – erstinstanzlich zu 14 Tagen Gefängnis verurteilt, in dritter Instanz aber nach einem auch rechtlich komplizierten Strafprozess freigesprochen.

### Zweite Ministerzeit in Kurhessen
Am 22. Februar 1850 folgte Hassenpflug dem Ruf des nunmehrigen hessischen Kurfürsten Friedrich Wilhelm I. zur Übernahme der Regierung in Kurhessen. Nach der Revolution von 1848 hatte der Kurfürst vergeblich versucht, einen anderen Politiker zu finden, der fähig und bereit war, mit ihm zusammen die Errungenschaften der Revolution wieder zu beseitigen.
Als kurhessischer Innen- und Justizminister – zeitweise auch in der Funktion des Finanzministers – ging Hassenpflug erneut unerbittlich gegen alle liberalen Regungen im Lande vor und spitzte die Konfrontation mit der Ständeversammlung zu. Diese wollte den verhassten konservativen Minister um jeden Preis stürzen und reagierte mit einer Steuerverweigerung, woraufhin Friedrich Wilhelm I. die Ständeversammlung am 12. Juni 1850 auflöste. Der Versuch, die Verfassung nun mittels Kriegsrecht und einseitiger landesherrlicher Dekrete auszuhebeln, scheiterte zunächst daran, dass das Offizierskorps sowohl auf den Landesherrn als auch auf die Verfassung vereidigt war. Um nicht eidbrüchig zu werden, reichten 241 von 277 Offizieren – davon vier Generäle und sieben Obristen – zwischen dem 9. und 12. Oktober 1850 ihre Entlassungsgesuche ein. Dieser „Generalstreik“ des Offizierskorps, ein singuläres Ereignis in der deutschen Geschichte, machte das kurhessische Militär handlungsunfähig. Um die Konterrevolution zu retten, rief der Kurfürst die Bundesversammlung um Hilfe an, die am 16. Oktober 1850 den Beschluss fasste, Besatzungstruppen nach Kurhessen zu entsenden, insbesondere die sogenannten „Strafbayern“, um den „ordnungsgemäßen Zustand“ wieder herbeizuführen. Hassenpflug wurde zum meistgehassten Mann Kurhessens und weit darüber hinaus und wurde selbst in konservativen Kreisen gemieden.
Die Amtszeit Hassenpflugs war von Auseinandersetzungen mit seinem Landesherrn geprägt. Beide – Hassenpflug und Friedrich Wilhelm I. – neigten zu Arroganz und Selbstüberschätzung und definierten die Rolle des führenden Ministers unterschiedlich. Unter anderem kam es zu einer Krise, weil der Kurfürst von der den Ausbau der Frankfurt-Hanauer Eisenbahn in Richtung Aschaffenburg finanzierenden Hanauer Bank Bernus du Fay ein Schmiergeld in Höhe von 100.000 Talern erwartete, bevor er die entsprechende Konzession unterzeichnete. Hassenpflug wollte daraufhin zurücktreten, der Kurfürst verweigerte ihm aber die Demission.
Nach fünf Jahren der zweiten Ministerperiode verließ Hassenpflug im Oktober 1855 – wiederum im Streit mit dem Regenten – sein Amt. Anlass war diesmal die Frage, welchen Einfluss der Kurfürst auf die Landeskirche haben sollte, die sich an der Wahl von August Vilmar als Generalsuperintendent (Landesbischof) entzündete. Hassenpflug und Vilmar, beide von religiös-romantischen Vorstellungen geprägt, wollten diesen Einfluss abschwächen, was Friedrich Wilhelm I. selbstverständlich nicht zulassen wollte und durch seine Ablehnung der Wahl Vilmars unterstrich.

### Ruhestand
Hassenpflug zog sich aus der Politik zurück und lebte noch rund sieben Jahre als angefeindeter Pensionär in seinem selbst gewählten Exil in Marburg. Hier arbeitete er mit rastloser Energie an seinen Lebenserinnerungen, die auch als Verteidigungsschrift gegen die immer noch andauernden Angriffe auf seine umstrittene Politik und seine Person zu verstehen sind. Mit 68 Jahren starb er am 10. Oktober 1862 vermutlich an einer Reihe aufeinanderfolgender Schlaganfälle.

## Familie
Ludwig Hassenpflug war seit seiner Jugend mit den Brüdern Grimm befreundet und heiratete am 2. Juli 1822 deren Schwester Charlotte (Lotte). Politisch waren die Grimms und Hassenpflug konträr eingestellt, aber auf privater Ebene kamen sie bis Mitte der dreißiger Jahre miteinander aus. Lotte und Ludwig Hassenpflug hatten zusammen sechs Kinder:
- Karl Hassenpflug (* 5. Januar 1824; † 18. Februar 1890 in Kassel), Bildhauer, kinderlos verstorben
- Agnes (* 11. Dezember 1825; † 29. Oktober 1829)
- Friedrich (* 10. September 1827; † 23. Januar 1892 in Breslau). Oberlandesgerichtsrat in Breslau, verheiratet mit Anna Volmar, Tochter eines Ministerkollegen seines Vaters
- Bertha (* 27. April 1829; † 9. Juni 1830)
- Ludwig Werner, gen. Louis (* 1. Dezember 1831; † 11. Oktober 1878 auf Malta), Offizier der Österreichischen Kriegsmarine, kinderlos verheiratet mit Frances Eleanor „Ellen“ Whitehead, einer Tochter des Ingenieurs Robert Whitehead
- Dorothea (* 23. Mai 1833; † 24. Januar 1898 München)

Lotte Hassenpflug erholte sich von der Geburt ihrer jüngsten Tochter nicht und starb kurz darauf. Das Verhältnis zwischen den Grimms und Hassenpflug kühlte sich daraufhin ab; besonders nach der Erklärung der Göttinger Sieben und während des Verfassungskonflikts von 1850 kam es zum Bruch.
In zweiter Ehe heiratete Ludwig Hassenpflug am 11. Mai 1837 Agnes von Münchhausen (* 30. November 1819 in Rinteln; † 23. März 1899 in Hohenwalde/Neumark), Tochter des kurhessischen Oberlandforstmeisters Wilhelm von Münchhausen auf Rinteln und der Christiane von Loßberg. (Ihre Schwester Hedwig war seit 1845 mit Otto von Scholley verheiratet.) Aus dieser Ehe gingen acht Kinder hervor:
- Elisabeth (* 1839 in Luxemburg; † 1878 in Bremen)
- Maria (* 1840 in Luxemburg; † 1841 in Luxemburg)
- Anna (* 1843 in Berlin; † 1921 in Marburg)
- Berthold (* 1844 in Berlin; † 1905 in Wien-Währing)
- Otto (* 1848 in Greifswald; † 1919 in Marburg)
- Hans (* 1851 in Kassel; † 1900 in Marburg)
- Maria (* 1853 in Kassel; † 1932 in Oelde)
- Walter (* 1855 in Kassel; † 1921 in Koblenz), seit 1911 Kurator der Philipps-Universität Marburg.

## Bewertung
Hassenpflug ist einer der umstrittensten Politiker des 19. Jahrhunderts. Da er sich vehement gegen den Zeitgeist stemmte, den Liberalismus bekämpfte und sich so zum Feind des letztendlich siegreichen Bürgertums machte, ist seine historische Beurteilung weitgehend negativ. Selbst nach den Maßstäben der Jahre um 1830 muss er als reaktionär eingestuft werden.
Ludwig Hassenpflug war seit den 1830er Jahren Ziel scharfer Angriffe seitens der liberalen Publizistik, u. a. des Kladderadatsch. Der Historiker Heinrich von Sybel verkürzte seinen Vornamen in diffamierender Absicht zu „Hans Daniel“ und ließ den Rufnamen „Ludwig“ ganz fortfallen, um ihn mit Vorurteilen hinsichtlich eines bäurisch-jüdischen Wesens zu belasten. Im Volksmund wurde er mit dem Spottnamen „Hessenfluch“ belegt.

## Nachlass
Hassenpflugs Nachlass im Hessischen Staatsarchiv Marburg (Bestand 340 Hassenpflug) enthält Erinnerungsfragmente, Privatkorrespondenz und dienstliches Schriftgut. Darüber hinaus befinden sich zahlreiche Erinnerungsstücke im Brüder Grimm-Museum Kassel sowie im Privatbesitz seiner Nachfahren.

## Schriften
- Actenstücke, die landständischen Anklagen wider den kurfürstlich hessischen Staatsminister Hans Dan. Ludw. Friedr. Hassenpflug betreffend. Ein Beitrag zur Zeitgeschichte und zum neuern deutschen Staatsrechte. Die Vertheidigungsschriften von dem Angeklagten selbst und von Professor Dr. R.[obert] Mohl in Tübingen. Cotta, Stuttgart/Tübingen 1836 (erschien anonym).
- Ewald Grothe (Hrsg.): Brüder Grimm. Briefwechsel mit Ludwig Hassenpflug (einschließlich der Briefwechsel zwischen Ludwig Hassenpflug und Dorothea Grimm, geb. Wild, Charlotte Hassenpflug, geb. Grimm, ihren Kindern und Amalie Hassenpflug) (= Brüder Grimm. Werke und Briefwechsel. Kasseler Ausgabe. Briefe. Band 2). Brüder Grimm-Gesellschaft e. V., Kassel/Berlin 2000, ISBN 3-929633-64-7.
- Denkwürdigkeiten aus der Zeit des zweiten Ministeriums 1850–1855 (= Veröffentlichungen der Historischen Kommission für Hessen. Band 48,11). Hrsg. von Ewald Grothe. Elwert, Marburg 2008, ISBN 978-3-7708-1317-9.
- Ewald Grothe, Hellmut Seier (Bearb.): Akten und Briefe aus den Anfängen der kurhessischen Verfassungszeit 1830–1837 (= Veröffentlichungen der Historischen Kommission für Hessen. Band 48,4). Hrsg. von Hellmut Seier, Elwert, Marburg 1992, ISBN 3-7708-0993-9.
- Jugenderinnerungen 1794 bis 1821. Hrsg. von Klaus Hassenpflug unter Mitarbeit von Ewald Grothe und Bernhard Lauer (= Quellen zur Brüder Grimm-Forschung. Band 4). Brüder Grimm-Gesellschaft, Kassel 2010, ISBN 978-3-940614-14-8.
- Kleine Schriften juristischen Inhalts. Band 1, Breitkopf & Härtel, Leipzig 1845.
- Ewald Grothe, Karl Murk: Ludwig Hassenpflug – ein konservativer Politiker im 19. Jahrhundert. Einführung in den Katalog zur Ausstellung im Hessischen Staatsarchiv Marburg. In: Ewald Grothe (Hrsg.): Konservative deutsche Politiker im 19. Jahrhundert. Wirken – Wirkung – Wahrnehmung (= Veröffentlichungen der Historischen Kommission für Hessen. Band 75). Historische Kommission für Hessen, Marburg 2010, ISBN 978-3-942225-09-0, S. 141–188.
- Die Superintendenten in der ersten Kammer der Landstände in Kurhessen. Zuerst als Manuscript gedruckt, nun mit einem Nachwort in Beziehung auf das Gutachten, die neuesten Vorgänge in der evangelischen Kirche des Kurfürstenthums Hessen betr. Bertram, Cassel 1856 (erschien unter dem Namen Richter).